# Мазанкі (Вармінсько-Мазурське воєводство)
Мазанкі (пол. Mazanki) — село в Польщі, у гміні Залево Ілавського повіту Вармінсько-Мазурського воєводства.
Населення — 132 особи (2011).
У 1975-1998 роках село належало до Ольштинського воєводства.

## Демографія
Демографічна структура станом на 31 березня 2011 року:
|          | Загалом | Допрацездатний вік | Працездатний вік | Постпрацездатний вік |
| -------- | ------- | ------------------ | ---------------- | -------------------- |
| Чоловіки | 66      | 17                 | 47               | 2                    |
| Жінки    | 66      | 15                 | 35               | 16                   |
| Разом    | 132     | 32                 | 82               | 18                   |